# Bisdom Franca
Het bisdom Franca (Latijn: Dioecesis Francopolitana) is een rooms-katholiek bisdom met als zetel Franca, in Brazilië. Het bisdom is suffragaan aan het aartsbisdom Ribeirão Preto.

## Geschiedenis
Het bisdom werd opgericht op 20 februari 1971, uit delen van het aartsbisdom Ribeirão Preto. 

## Parochies
Het bisdom had in 2021 een oppervlakte van 6.635 km2 en telde 651.253 inwoners waarvan 60,0% rooms-katholiek was.

## Bisschoppen
- Diógenes da Silva Matthes (11 maart 1971 - 29 november 2006)
- Caetano Ferrari (29 november 2006 - 15 april 2009; coadjutor sinds 24 april 2002)
- Pedro Luiz Stringhini (30 december 2009 - 19 september 2012)
- Paulo Roberto Beloto (23 oktober 2013 - heden)

Ribeirão Preto (aartsbisdom) · Barretos · Catanduva · Franca · Jaboticabal · Jales · São João da Boa Vista · São José do Rio Preto · Votuporanga